# 灯火里的中国
〈灯火里的中国〉是由田地作词、舒楠作曲的一首庆祝深圳经济特区成立40周年的歌曲，2021年2月11日由张也与周深在2021年央视春晚合唱。歌曲随之红遍全国，引发音乐学院飙歌热潮，几个月内播放量达到数亿。2021年4月20日发布了由张也与周深合唱的正式录音室版本。此曲获选人民日报30首歌穿越建党百年歌曲、2021年度10大BGM、中央广播电视总台第九批“中国梦”主题新创作歌曲，央视新闻的1983-2021春晚40首金曲，及CCTV春晚盘点的1983-2022历届春晚最具代表性歌曲之一。

## 背景和风格
〈灯火里的中国〉以深圳大湾区的风光为创作背景，从百姓灯火展开到改革开放40周年后的中国情形。
在歌曲初稿时，时职南山区委书记王强（现深圳市委常委、宣传部部长）曾给与词作者田地一些创作的灵感。之后田地利用大鹏新区音乐家协会主席的身份和大鹏新区进行沟通，获得深圳市和大鹏新区拨出经费支持田地的创作。曲作者舒楠2018年去深圳大鹏新区看望正在当地读书的儿子，恰逢当地想要创作一首原创歌曲，被邀请担任作曲。后来田地写了好几首歌词，舒楠看到“灯火里的中国”的歌词时，一下子被吸引住了，被点燃了创作热情，用很短的时间便将曲子谱写出来。作品刚完成后首先由空政文工团女高音歌唱家王莉录制小样，王莉的唱法是美声与通俗兼具。
歌曲入选春晚后，决定选用通俗与民族两种唱法的歌手进行合唱，于是把目光锁定在了周深和张也身上。曲作者舒楠说：“我是把它第一个就交到春晚的剧组，我说张也你就用最原汁原味的民歌嗓，周深就用你的本嗓，天籁一样的声音，合在一起起到了特别奇妙的化学反应。”“它不像以往的主旋律歌曲，它特别温暖，它有小提琴在前面，中间也是用这把小提琴传下去，结尾结束的时候，还是用特别轻柔的小提琴，所以一下子跟观众拉近了距离。”
为了符合春晚的全国氛围，张也和周深演唱的版本，由词作者田地对歌词进行了修改。
在春晚排练期间，导演又安排廖昌永在央视《2021新年音乐会——扬帆远航大湾区》晚会上，以纯美声的唱法演唱了此曲，采用了修改之前更有大湾区特色的歌词，时长也只有2:29。这是这首歌的首唱。
2021年2月11日，在《2021年中央广播电视总台春节联欢晚会》上，张也、周深合唱了《灯火里的中国》，反响巨大，成为最受观众喜欢的歌曲之一。二人采用了流行、民族及美声唱法三种相融合的方式演唱，有网友称这是继〈辣妹子+本草纲目〉后，民族唱法与流行唱法的再次碰撞。
此后两人又在CCTV-3《锦绣小康--中国梦系列歌曲音乐会》上再次合唱此曲。
2021年4月20日，由曲作者舒楠监制、张也与周深合唱的〈灯火里的中国〉录音室版本正式在音乐平台作为单曲发布。

## 创作者
以下内容整理自香港商报、春晚现场视频及网易云音乐：
- 演唱：张也、周深
- 作词：田地
- 作曲：舒楠
- 编曲：丁豆豆
- 监制：舒楠
- 编导：莫莉、付敏
- 舞蹈：恒大民族歌舞团、四川大学
- 视觉呈现：上海汤一虎艺术工作室
- 扩展现实技术：SHOWPLUS秀加科技（北京）有限公司
- 虚拟技术统筹：张泽宇、方承天
- 虚拟技术总监：杨剑、张岳、夏永林、唐英
- 录制小样：王莉
- 首唱：廖昌永
- 深圳市委宣传部支持
- 大鹏新区组织创作
- 发行：百纳娱乐

## 反响
根据中国视听大数据，张也、周深在《2021央视春晚》合唱的〈灯火里的中国〉是当晚收视最高的节目之一，收视率达到27.794%，随后还成为当年春晚海外最受好评的演唱类节目，并出现在第二天新闻联播节目对春晚的报道中，CGTN英文网也对张也、周深合唱的〈灯火里的中国〉进行了报道。节目播出后第二天，歌曲全网视频播放量破亿，几个月后达到数亿。
CCTV-13《朝闻天下》节目评价这首歌：“用艺术力量鼓舞人心，谱写中国故事，唱响伟大新时代的激昂旋律”。
CCTV-15《音乐周刊》节目推荐这首歌：“在今年春晚的舞台上，由张也和周深带来的这首〈灯火里的中国〉走进了亿万家庭，二人用婉转动人的歌声，从百姓视角眺望万家灯火，展现了人们的奋发图强，以及对美好生活的无限向往。”
飛碟電台夜光家族的《宝藏周记》第33期节目中，主持人光禹介绍〈灯火里的中国〉：“在周深所有春节表演的节目里面，这首歌最受瞩目。”
张也、周深合唱的《灯火里的中国》在春晚播出后，受到不同年龄层听众的欢迎和翻唱，或作为舞蹈歌曲。更引发音乐学院飙歌热潮，并且在許多高校的音樂會演出，因此又发行了由张也与周深合唱的〈灯火里的中国〉正式的录音室版本。歌曲在豆瓣也获得了9.3的高分，后升至9.5。
2021年6月22日，张也与周深合唱的〈灯火里的中国〉获选人民日报“复兴大道100号1921-2021”“30首歌穿越建党百年”歌曲。
2021年9月30日，张也与周深合唱的〈灯火里的中国〉获选第九批“中国梦”主题新创作歌曲，并结合两人演唱时的画面制作了音乐视频。
2021年12月2日，张也与周深合唱的〈灯火里的中国〉获选人民日报“2021年度10大BGM”。
2022年1月27日，张也与周深合唱的《灯火里的中国》获选央视新闻“春晚40首金曲串烧”，是从1983年至2021年央视春晚选出的有代表性的40首歌曲。
因歌曲表达对国家的无限热爱和赞美，该歌曲于2025年入选由上海音乐出版社和人民音乐出版社出版的初中音乐教材。

## 重要演出
2021年1月1日，在中央广播电视总台《2021新年音乐会——扬帆远航大湾区》晚会上，廖昌永独唱〈灯火里的中国〉。
2021年2月11日，在《2021年中央广播电视总台春节联欢晚会》上，张也与周深合唱〈灯火里的中国〉。
2021年3月10日，在CCTV-3《锦绣小康--中国梦系列歌曲音乐会》上，张也与周深再次合唱此曲。
2021年4月1日，在中央广播电视总台“心连心”艺术团赴雄安新区慰问演出中，由张也独唱此曲。
2021年4月6日，在厦门大学庆祝建校100周年文艺晚会上，张也独唱此曲。
2021年9月21日，在CCTV-6《“湾区升明月”2021大湾区中秋电影音乐晚会》上，周深独唱此曲，歌曲前半段保留了流行与民族的抒情唱法，后半段改为欢快的节奏。现场由云南艺术学院文华学院天籁合唱团伴唱。
2023年6月27日，在国家大剧院音乐厅举行的《追寻·不忘初心——新时代经典作品音乐会》上，周深现场演唱《灯火里的中国》，由交响乐团伴奏。CCTV-6《中国电影报道》栏目报道了这次演出：“由青年歌手周深登台演唱的歌曲《灯火里的中国》掀起了一个小高潮”。周深说：“在国家大剧院的这个版本，线条更长了，所有的情怀就更澎湃了。”
2023年10月1日，周深参加常州第七届太湖湾音乐节，现场演唱《灯火里的中国》等九首歌曲。
2023年12月31日，周深参加中央广播电视总台“启航2024”跨年晚会，演唱了《灯火里的中国》。
《2024周深9.29Hz巡回演唱会》上，周深于9月21-22日北京中国国家体育场（鸟巢）、10月6-7日重庆奥林匹克体育中心体育场，均演唱了《灯火里的中国》。

## 奖项
| 年份 | 颁奖机构                               | 奖项                                                           | 结果 |
| ---- | -------------------------------------- | -------------------------------------------------------------- | ---- |
| 2021 | 中央广播电视总台                       | 第九批“中国梦”主题新创作歌曲《灯火里的中国》                   | 获选 |
| 2021 | 人民日报                               | “复兴大道100号1921-2021”30首歌穿越建党百年歌曲《灯火里的中国》 | 获选 |
| 2021 | 人民日报                               | “2021年度10大BGM”                                              | 获选 |
| 2022 | 央视新闻                               | 春晚40首金曲串烧（1983年 - 2021年）                            | 获选 |
| 2022 | 广东省第十二届精神文明建设“五个一工程” | 优秀作品--歌曲类《灯火里的中国》                               | 獲獎 |
| 2023 | CCTV春晚                               | 盘点1983-2022历届春晚最具代表性歌曲（每年一首）                | 获选 |

## 花絮
- 在2024中国新年音乐会上，意大利安东尼亚诺小合唱团演唱中文歌曲《灯火里的中国》[58][59]。
- 根据迪拜旅游局2024年2月9日的消息，迪拜喷泉播放张也与周深合唱的中文歌曲《灯火里的中国》[60]。